# クリス・キルモア
クリス・キルモア（Chris Kilmore、1973年1月21日 - ）は、アメリカ合衆国のDJ、キーボディストである。インキュバスのDJである。インキュバスとしては「DJキルモア」という名義である。